# Pavee Lackeen: Девојка која путује (филм из 2005)
Pavee Lackeen: Девојка која путује је документарни филм из 2005. године који приказује причу о ирској девојци путници (Вини Моган) и њеној породици. Већину ликова глуми породица Моган, а предводи их најмлађа ћерка Вини. У филму је представљена најмаргиналнија група у Ирској: путујућа заједница, такође позната под називом Паве или цигани.

## Радња
Филм прати Вини, десетогодишњу Павее девојчицу која живи са мајком и браћом у приколици, у индустријској зони Даблина. Њена мајка, Роуз, се бори да пронађе бољи дом за своју породицу, док Вини лута наоколо истражујући затворене продавнице у граду. Филм иде изван граница стереотипа испитујући проблеме предрасуда и дискриминације у Ирској.

## Емитовање и награде
Филм је емитован широм света захваљујући Еуроченел телевизији. Добитник је многих награда укључујући и награду на Лондонском филмском фестивалу 2005. године, као и награду на Међународном фестивалу независног филма Буенос Ајреса.